# Golf Manor (Ohio)
Pour les articles homonymes, voir Golf Manor.
Golf Manor est un village américain situé dans le comté de Hamilton, dans l'Ohio. Selon le recensement de 2010, sa population est de 3 581 habitants.